# Elecciones municipales de 2019 en Cubas de la Sagra
Las elecciones municipales de 2019 se celebraron en Cubas de la Sagra el domingo 26 de mayo, de acuerdo con el Real Decreto de convocatoria de elecciones locales en España dispuesto el 1 de abril de 2019 y publicado en el Boletín Oficial del Estado el día 2 de abril. Se eligieron los 13 concejales del pleno del Ayuntamiento de Cubas de la Sagra, a través de un sistema proporcional (método d'Hondt), con listas cerradas y un umbral electoral del 5 %.

## Resultados
Tras las elecciones el PP se proclamó ganador con 6 concejalías, aunque perdió dos y la mayoría absoluta. El PSOE ganó un edil pasando a 3, Ciudadanos consiguió entrar al consistorio con 3 concejales y Podemos irrumpió también por primera vez en el consistorio con un edil.
| Candidatura                   | Candidatura                              | Candidato                 | Votos | %                                       | Escaños                                 |
| ----------------------------- | ---------------------------------------- | ------------------------- | ----- | --------------------------------------- | --------------------------------------- |
|                               | Partido Popular (PP)                     | Antonio Naranjo Martín    | 1274  | 45,02                                   | 6                                       |
|                               | Partido Socialista Obrero Español (PSOE) | Fernando Villacañas Sanz  | 727   | 25,69                                   | 3                                       |
|                               | Ciudadanos (Cs)                          | Rubén Armendáriz Utrilla  | 553   | 19,54                                   | 3                                       |
|                               | Podemos                                  | Laura Prado Marchal       | 221   | 7,81                                    | 1                                       |
| Izquierda Unida-Madrid en Pie | Izquierda Unida-Madrid en Pie            | Cecilio González González | 31    | 1,10                                    | 0                                       |
| Votos en blanco               | Votos en blanco                          | Votos en blanco           | 24    | 0,85                                    | n/a                                     |
| Votos válidos                 | Votos válidos                            | Votos válidos             | 2806  | 100,00                                  | 13                                      |
| Votos nulos                   | Votos nulos                              | Votos nulos               | 48    | Participación: · \| \| 65,28 % \| 1,11% | Participación: · \| \| 65,28 % \| 1,11% |
| Votantes                      | Votantes                                 | Votantes                  | 2878  | Participación: · \| \| 65,28 % \| 1,11% | Participación: · \| \| 65,28 % \| 1,11% |
| Electores                     | Electores                                | Electores                 | 4409  | Participación: · \| \| 65,28 % \| 1,11% | Participación: · \| \| 65,28 % \| 1,11% |
|                               | 65,28 %                                  |                           |       |                                         |                                         |

## Concejales electos
| N.º | Nombre                      | Lista | Lista      |
| --- | --------------------------- | ----- | ---------- |
| 1   | Antonio Naranjo Martín      |       | PP         |
| 2   | Fernando Villacañas Sanz    |       | PSOE       |
| 3   | Milagros García Jovén       |       | PP         |
| 4   | Rubén Armendáriz Utrilla    |       | Ciudadanos |
| 5   | Jorge Manrique Collado      |       | PP         |
| 6   | Susana López Rodríguez      |       | PSOE       |
| 7   | Soraya López Macías         |       | PP         |
| 8   | Sebastián Alonso Sánchez    |       | Ciudadanos |
| 9   | Antonio Martínez Barriguete |       | PP         |
| 10  | Antonio Prados Sánchez      |       | PSOE       |
| 11  | Laura Prado Marchal         |       | Podemos    |
| 12  | Tania Sánchez Martín        |       | PP         |
| 13  | Jorge Castro Villegas       |       | Ciudadanos |